# Ilie Carol Barbul
Ilie Carol Barbul (n. 1881, Lipău, România – d. 1926, Carei, Satu Mare, România) a fost un deputat în Marea Adunare Națională de la Alba Iulia, organismul legislativ reprezentativ al „tuturor românilor din Transilvania, Banat și Țara Ungurească”, cel care a adoptat hotărârea privind Unirea Transilvaniei cu România, la 1 decembrie 1918.:p. 272

## Biografie
Ilie Carol Barbul s-a născut în localitatea Lipău, în 1881, din părinții Augustin Barbul și Vilhemina Kolbusewski . De profesie avocat, se înscrie la Facultatea de Drept din Budapesta, al cărei absolvent devine la 1 iulie 1911. După absolvire, revine la Satu Mare unde este admis în Barou la 4 noiembrie 1913. În toamna anului 1918 a fost ales președintele Consiliului Național Roman din Satu Mare. A fost inițiatorul acțiunilor organizatorice în direcția constituirii noilor organe ale administrației românești în părțile sătmărene (Consiliile Naționale Române, respectiv Garda Națională) și a măsurilor pregătitoare în vederea participării românilor din regiune la Adunarea Națională de la Alba Iulia. Conduce delegația fruntașilor români sătmăreni care l-a întâmpinat în gara orașului, la 30 decembrie 1918, pe generalul francez H. M. Berthelot, aflat într-o călătorie de documentare asupra situației și doleanțelor populației românești din părțile sătmărene. 
Ilie Carol Barbul a fost un susținător devotat al culturii românești din această zonă, fiind inițiatorul și fondatorul filialei sătmărene a Astrei, a Reuniunii de Muzică și Cântări „Vasile Lucaciu”, a Casei Naționale precum și președintele Societății Culturale Române din Satu Mare. 
A fost subprefect, apoi prefect al județului Satu Mare între 1921-1926. Este ales deputat în Parlamentul României. Se stinge din viață la Carei în 1926.:p. 272

## Educație și studii
De profesie avocat, este absolvent al Facultății de Drept din Budapesta, absolvită la 1 iulie 1911. Aici se implică în activitatea Societății „Petru Maior”, devenind bun amic cu Octavian Goga și Petru Groza. 

## Activitate politică
A fost delegat al cercului electoral Satu Mare la Marea Adunare Națională de la Alba Iulia din 18 noiembrie/ 1 decembrie 1918.
În perioada interbelică va fi ales în calitate de senator, pe listele Partidului Poporului, în Parlamentul României Mari. Ulterior va fi membru al Partidului Național Creștin. 